# NGC 7742
NGC 7742 is een spiraalvormig sterrenstelsel in het sterrenbeeld Pegasus. Het ligt 72 miljoen lichtjaar van de Aarde verwijderd en werd op 18 oktober 1784 ontdekt door de Duits-Britse astronoom William Herschel.

## Synoniemen
- UGC 12760
- MCG 2-60-10
- ZWG 432.23
- IRAS 23417+1029
- PGC 72260